# Llista de reis d'Hongria
Aquesta llista de reis d'Hongria inclou els grans prínceps (895–1000), els reis (1000–1918), i el regent Miklós Horthy (1920–1944). Posteriorment Hongria fou una república i té com a cap d'estat un president.

## Grans prínceps d'Hongria (858 - 1000)

### Dinastia Árpád(858 - 1000)
| Retrat | Governant               | Inici    | Final    | Notes |
| --- | ----------------------- | -------- | -------- | --- |
| Álmos | Álmos                   | vers 858 | vers 895 | Primer líder hongarès, pare d'Árpád. Va reforçar l'aliança amb els altres sis líders tribals dels magyars (magiars).                                             |
| Árpád | Árpád                   | vers 895 | vers 907 | va dirigir els magiars a l'Europa central vers 896. Segons el sistema dual de govern (similar al dels khàzars), va governar conjuntament amb el príncep Kurszán. |
| Els governants de la primera meitat del segle X són discutits, ja que la nació hongaresa consistia en diverses tribus sota diferents caps Els més habitualment proposats són: |                         |          |          | |
| | Szabolcs                | vers 907 | ?        | |
| | Tarhos                  | vers 907 | vers 922 | |
| Zoltán | Zoltán                  | vers 907 | vers 947 | Conegut també com a Zaltas. Era el cinquè fill d'Árpád, i fou el tercer gran príncep dels magiars.                                                               |
| Fajsz | Fajsz                   | vers 947 | vers 955 | Conegut també com a Fali o Falicsi. Era fill de Jutocsa (Jutas) el tercer fill d'Árpád.                                                                          |
| Taksony | Taksony                 | vers 955 | vers 972 | Fill de Zoltán (Zaltas) |
| Géza | Géza                    | vers 972 | 997      | fill de Taksony |
| Esteve I(Szent István) | Esteve I (Szent István) | 997      | 1000     | Fill de Géza. Darrer gran príncep. |

## Reis d'Hongria (1000 - 1918)

### Dinastia Árpád(1000 - 1301)
| Retrat                            | Governant           | Inici                  | Final                  | Notes                                                                                              |
| --------------------------------- | ------------------- | ---------------------- | ---------------------- | -------------------------------------------------------------------------------------------------- |
| Esteve I(Szent István)            | Esteve I            | 1000                   | 15 d'agost de 1038     | Fill de Géza. Proclamat com a primer rei d'Hongria.                                                |
| Lluita dinàstica 1038–1046        |                     |                        |                        | |
| Pere Orseolo                      | Pere Orseolo        | 15 d'agost de 1038     | 1041                   | també conegut com a Pere I el Venecià. Net de Géza. Destronat.                                     |
| Samuel Aba                        | Samuel Aba          | 1041                   | 5 de juliol de 1044    | Líder de la tribu Kabar. Casat amb Gizella, filla de Géza                                          |
| Pere Orseolo                      | Pere Orseolo        | 1044                   | 1046                   | Restaurat però altre cop destronat.                                                                |
| Revolta pagana de Vatha 1046–1047 |                     |                        |                        | |
| Andreu I                          | Andreu I            | 1047                   | 1060                   | Es restaura la dinastia d'Árpád                                                                    |
| Béla I                            | Béla I              | 1060                   | agost de 1063          | germà d'Andreu I                                                                                   |
| Salomó                            | Salomó              | agost de 1063          | 28 d'octubre de 1074   | fill d'Andreu I                                                                                    |
| Géza I                            | Géza I              | 28 d'octubre de 1074   | 25 d'abril de 1077     | fill de Béla I                                                                                     |
| Sant Ladislau                     | Sant Ladislau       | 25 d'abril de 1077     | 29 de juliol de 1095   | fill de Béla I                                                                                     |
| Coloman                           | Coloman             | 29 de juliol de 1095   | 3 de febrer de 1116    | fill de Géza I.                                                                                    |
| Esteve II                         | Esteve II           | 3 de febrer de 1116    | 3 d'abril de 1131      | fill de Kálmán                                                                                     |
| Béla II el Cec                    | Béla II el Cec      | 3 d'abril de 1131      | 13 de febrer de 1141   | net de Géza I, fill d'Álmos, germà petit de Kálmán                                                 |
| Géza II                           | Géza II             | 13 de febrer de 1141   | 31 de maig de 1162     | fill de Béla II                                                                                    |
| Esteve III                        | Esteve III          | 31 de maig de 1162     | 4 de març de 1172      | fill de Géza II                                                                                    |
| Ladislau II                       | Ladislau II         | 31 de maig de 1162     | 14 de gener de 1163    | anti-rei rebel, germà petit de Géza II.                                                            |
| Esteve IV                         | Esteve IV           | 14 de gener de 1163    | juny de 1163           | anti-rei rebel, germà petit de Géza II.                                                            |
| Béla III                          | Béla III            | 4 de març de 1172      | 13 d'abril de 1196     | germà petit d'Esteve III.                                                                          |
| Eimeric                           | Eimeric             | 13 d'abril de 1196     | 30 de novembre de 1204 | fill de Béla III.                                                                                  |
| Ladislau III                      | Ladislau III        | 30 de novembre de 1204 | 7 de maig de 1205      | fill d'Imre; coronat i mort sent infant                                                            |
| Andreu II                         | Andreu II           | 7 de maig de 1205      | 21 de setembre de 1235 | germà d'Imre                                                                                       |
| Béla IV                           | Béla IV             | 21 de setembre de 1235 | 3 de maig de 1270      | fill d'Andreu II, el "segon fundador" després de la primera invasió dels mongols (1241–42)         |
| Esteve V                          | Esteve V            | 3 de maig de 1270      | 6 d'agost de 1272      | fill de Béla IV.                                                                                   |
| Ladislau IV el Cumà               | Ladislau IV el Cumà | 6 d'agost de 1272      | 10 de juliol de 1290   | fill d'Esteve V; invasió dels mongols fracassada; va anar a viure amb la tribu nòmada dels Cumans. |
| Andreu III                        | Andreu III          | 4 d'agost de 1290      | 14 de gener de 1301    | net d'Andreu II, nascut a Venècia; darrer membre de la dinastia d'Árpád.                           |

### Dinastia Premíslida (1301 - 1305)
| Retrat               | Governant            | Inici | Final | Notes                                                                 |
| -------------------- | -------------------- | ----- | ----- | --------------------------------------------------------------------- |
| Wenceslau de Bohemia | Venceslau de Bohèmia | 1301  | 1305  | rei de Bohèmia, elegit com a rei d'Hongria però no reconegut per tots |

### Dinastia Wittelsbach(1305 - 1308)
| Retrat                  | Governant               | Inici                 | Final | Notes                                                          |
| ----------------------- | ----------------------- | --------------------- | ----- | -------------------------------------------------------------- |
| Otó de Baviera (Béla V) | Otó de Baviera (Béla V) | 6 de desembre de 1305 | 1308  | Duc de la Baixa Baviera, no fou reconegut per tots els senyors |

### Dinastia Capet d'Anjou-Sicília(1310 - 1386)
| Retrat                          | Governant                       | Inici                  | Final                  | Notes                                      |
| ------------------------------- | ------------------------------- | ---------------------- | ---------------------- | ------------------------------------------ |
| Carles I (I. Károly)            | Carles I (I. Károly)            | 20 d'agost de 1310     | 16 de juliol de 1342   | fundador de la Dinastia d'Anjou a Hongria. |
| Lluís I el Gran (Nagy Lajos)    | Lluís I el Gran (Nagy Lajos)    | 16 de juliol de 1342   | 11 de setembre de 1382 | també rei de Polònia (1370)                |
| Maiay I (I. Mária)              | Maiay I (I. Mária)              | 11 de setembre de 1382 | 17 de maig de 1395     | casada amb Segimon de Luxemburg            |
| Carles II el Petit (Kis Károly) | Carles II el Petit (Kis Károly) | 31 de desembre de 1385 | 24 de febrer de 1386   | també rei de Nàpols, en oposició a Maria   |

### Casa de Luxemburg(1387 - 1437)
| Retrat               | Governant            | Inici              | Final                 | Notes                                                                                            |
| -------------------- | -------------------- | ------------------ | --------------------- | ------------------------------------------------------------------------------------------------ |
| Segimon I (Zsigmond) | Segimon I (Zsigmond) | 31 de març de 1387 | 9 de desembre de 1437 | després rei romano-germànic (des de 1410), rei de Bohèmia (des de 1419), emperador (des de 1433) |

### Dinastia dels Habsburg(1438 - 1457)
| Retrat               | Governant            | Inicia             | Final                  | Notes                                                                                              |
| -------------------- | -------------------- | ------------------ | ---------------------- | -------------------------------------------------------------------------------------------------- |
| Albert I             | Albert I             | 1 de gener de 1438 | 27 d'octubre de 1439   | gendre de Segimon, rei de Germània, rei de Bohèmia, duc d'Àustria                                  |
| Ladislau V el Pòstum | Ladislau V el Pòstum | 15 de maig de 1440 | 23 de novembre de 1457 | nascut el 1440 després de la mort del seu pare, va passar gran part de la seva vida en captivitat. |

| reialesa disputada entre Vladislau I i Ladislau Pòstum |

### Dinastia Jagelló(1440 - 1444)
| Retrat      | Governant  | Inici              | Final                  | Notes                |
| ----------- | ---------- | ------------------ | ---------------------- | -------------------- |
| Vladislau I | Ladislau I | 15 de maig de 1440 | 10 de novembre de 1444 | també rei de Polònia |

### Dinastia Hunyadi(1446 - 1490)
| Retrat                                         | Governant                                     | Inici               | Final             | Notes                                                          |
| ---------------------------------------------- | --------------------------------------------- | ------------------- | ----------------- | -------------------------------------------------------------- |
| Joan Hunyadi (Hunyadi János)                   | Joan Hunyadi (Hunyadi János)                  | 1446                | 1453              | va governar com a regent. Va lluitar amb èxit amb els otomans. |
| Matiess Corví (Corvin Mátyás o Hunyadi Mátyás) | Maties Corví (Corvin Mátyás o Hunyadi Mátyás) | 24 de gener de 1458 | 6 d'abril de 1490 | fill de Joan Hunyadi, també rei de Bohèmia                     |

### Dinastia Jagelló (1490 - 1526)
| Retrat       | Governant    | Inici                | Final              | Notes                                          |
| ------------ | ------------ | -------------------- | ------------------ | ---------------------------------------------- |
| Vladislau II | Vladislau II | 15 de juliol de 1490 | 13 de maig de 1516 | també rei de Bohèmia                           |
| Lluís II     | Lluís II     | 13 de maig de 1516   | 29 d'agost de 1526 | també rei de Bohèmia; mort a la batalla d'Ács. |

### Casa Zápolya (1526 - 1570)
| Retrat                             | Governant                          | Inici                  | Final                | Notes                                                                                          |
| ---------------------------------- | ---------------------------------- | ---------------------- | -------------------- | ---------------------------------------------------------------------------------------------- |
| Joan I (Szapolyai János)           | Joan I (Szapolyai János)           | 10 de novembre de 1526 | 22 de juliol de 1540 | també va reclamar el tron amb suport de la noblesa hongaresa i després de Solimà el Magnífic.  |
| Joan II (Szapolyai János Zsigmond) | Joan II (Szapolyai János Zsigmond) | 22 de juliol de 1540   | 16 d'agost de 1570   | fill de Joan Zápolya; va renunciar als seus drets el 1570 a favor de l'emperador Maximilià II. |

| Hongria fou efectivament dividida en tres parts: Regne d'Hongria al nord i oest, Hongria otomana al sud, i el Principat de Transsilvània a l'est. Els següents són els reis de l'Hongria reial. |

### Dinastia dels Habsburg
| Retrat                                                                                           | Governant                                            | Inici                  | Final                  | Notes                                                                                    |  |
| ------------------------------------------------------------------------------------------------ | ---------------------------------------------------- | ---------------------- | ---------------------- | ---------------------------------------------------------------------------------------- |  |
| Reialesa disputada entre Ferran d'Àustria i Joan Zápolya durant la invasió de Solimà el Magnífic |                                                      |                        |                        |                                                                                          |  |
| Ferran I del Sacre Imperi Romanogermànic (Ferdinánd)                                             | Ferran I del Sacre Imperi Romanogermànic (Ferdinánd) | 16 de desembre de 1526 | 25 de juliol de 1564   | va reclamar el tron d'acord amb al tractat entre la casa de Jagelló i la casa d'Habsburg |  |
| Maximilià I (I. Miksa)                                                                           | Maximilià I (I. Miksa)                               | 25 de juliol de 1564   | 12 d'octubre de 1576   |                                                                                          |  |
| Rodolf I                                                                                         | Rodolf I                                             | 25 de setembre de 1572 | 26 de juny de 1608     |                                                                                          |  |
| Maties II (II. Mátyás)                                                                           | Maties II (II. Mátyás)                               | 26 de juny de 1608     | 20 de març de 1619     |                                                                                          |  |
| Ferran II                                                                                        | Ferran II                                            | 1 de juliol de 1618    | 15 de febrer de 1637   |                                                                                          |  |
| Ferran III                                                                                       | Ferran III                                           | 8 de desembre de 1625  | 2 d'abril de 1657      |                                                                                          |  |
| Ferran IV                                                                                        | Ferran IV                                            | 16 de juny de 1647     | 9 de juliol de 1654    | Mort el 1654, abans que el seu pare.                                                     |  |
| Leopold I (I. Lipót)                                                                             | Leopold I (I. Lipót)                                 | 27 de juny de 1655     | 5 de maig de 1705      | Els Habsburgs comencen a colonitzar als serbis (1690) i als alemanys del sud d'Hongria.  |  |
| Hongria reunida sota els Habsburg després de la Gran Guerra Turca el 1699.                       |                                                      |                        |                        |                                                                                          |  |
| Josep I (I. József)                                                                              | Josep I (I. József)                                  | 9 de desembre de 1687  | 17 d'abril de 1711     |                                                                                          |  |
| Carles III (III. Károly)                                                                         | Carles III (III. Károly)                             | 11 d'abril de 1711     | 20 d'octubre de 1740   | Importants establiments d'alemanys a Hongria (1720–1800).                                |  |
| Maria Teresa II (II. Mária Terézia)                                                              | Maria Teresa II (II. Mária Terézia)                  | 20 d'octubre de 1740   | 29 de novembre de 1780 | Va gaudir d'un ampli suport de la noblesa hongaresa;                                     |  |

### Dinastia dels Habsburg - Lorena (1780 - 1918)
| Retrat                           | Governant                         | Inici                  | Final                  | Notes |
| -------------------------------- | --------------------------------- | ---------------------- | ---------------------- | --- |
| Josep II(II. József)             | Josep II (II. József)             | 29 de novembre de 1780 | 20 de febrer de 1790   | |
| Leopold II(II. Lipót)            | Leopold II (II. Lipót)            | 20 de febrer de 1790   | 1 de març de 1792      | |
| Francesc II(I. Ferenc)           | Francesc II (I. Ferenc)           | 1 de març de 1792      | 2 de març de 1835      | |
| Ferran V(V. Ferdinánd)           | Ferran V (V. Ferdinánd)           | 28 de setembre de 1830 | 2 de desembre de 1848  | Epilèptic i malalt mental, va abdicar a favor del seu nebot Francesc Josep (fill del seu germà petit Francesc Carles l). Mort el 1875.                                                                 |
| Francesc Josep(I. Ferenc József) | Francesc Josep (I. Ferenc József) | 2 de desembre de 1848  | 21 de novembre de 1916 | Va recuperar el tron el 1849 amb l'ajut rus i fou coronat el 1867. |
| Carles IV(IV. Károly)            | Carles IV (IV. Károly)            | 21 de novembre de 1916 | 16 de novembre de 1918 | va regnar fins al 1918, quan va "renunciar a la participació en els afers d'estat", però sense abdicar. Va passar la resta de la seva vida intentant restaurar la monarquia fins que va morir el 1922. |

## Regència d'Hongria (1920 - 1944)
| Retrat        | Governant     | Inici             | Final                 | Notes |
| ------------- | ------------- | ----------------- | --------------------- | --- |
| Miklós Horthy | Miklós Horthy | 1 de març de 1920 | 3 de novembre de 1944 | almirall que va representar oficialment a l'extint imperi. L'estat fou efectivament un regne sense rei. La destronització dels Habsburgs fou aprovada pel Parlament hongarès el 1921. |

## Reis titulars d'Hongria (des de 1918)
| Retrat                | Titular                | Inici                  | Final               | Notes |
| --------------------- | ---------------------- | ---------------------- | ------------------- | --- |
| Carles IV(IV. Károly) | Carles IV (IV. Károly) | 16 de novembre de 1918 | 1 d'abril de 1922   | Va regnar fins al 1918 quan va renunciar sense abdicar i va morir el 1922.                               |
| Otó II(II. Ottó)      | Otó II (II. Ottó)      | 1 d'abril de 1922      | 4 de juliol de 2011 | El 31 de maig de 1961, Otó va renunciar als seus drets al tron austríac però no als d'Hongria i Bohèmia. |
| Carles V(V. Károly)   | Carles V (V. Károly)   | 4 de juliol de 2011    | actual              | Cap de la casa d'Habsburg des de gener de 2007.                                                          |